# Lipinka (województwo warmińsko-mazurskie)
Lipinka – osada leśna w Polsce położona w województwie warmińsko-mazurskim, w powiecie ełckim, w gminie Ełk.
W latach 1975–1998 gajówka administracyjnie należała do województwa suwalskiego.